# Jake Porter
Jake Vernon Haven Porter (né le 3 août 1916 et décédé 25 mars 1993) est un trompettiste de jazz et producteur musical américain.

## Biographie
Né à Oakland, en Californie, Porter commence à jouer du violon à l'âge de sept ans et passe au cornet à neuf ans. Il joue localement dans la région de la baie de San Francisco entre 1931 et 1939, avec Melvin Parks, Lionel Hampton, et Saunders King, avant de s'installer à Los Angeles en 1940. Il y trouve du travail en jouant avec Cee Pee Johnson, Slam Stewart et Slim Gaillard ; il sert dans l'armée américaine en 1942 et 1943, jouant dans un orchestre à Camp Lockett, près de San Diego. Après sa démobilisation, il joue avec Benny Carter, Fats Waller, Noble Sissle, Fletcher Henderson, Lionel Hampton (1945–1946), Horace Henderson, Benny Goodman (brièvement en 1947), et Mel Powell (1947). Il dirige son propre groupe au Down Beat Room Cafe de Los Angeles à partir de la fin de 1947, ainsi qu'un ensemble exclusivement féminin qui effectue une tournée dans le sud des États-Unis en 1949. Il réside au Norbo Grill en 1950.
En 1951, Porter fonde le label discographique Combo Records, qui restera actif jusqu'en 1961 et publiera des titres de RnB et de doo-wop, ainsi que quelques morceaux de jazz. La plupart des titres publiés sur le label sont enregistrés dans le sous-sol de Porter, qui, en plus de ses fonctions d'enregistrement, s'est occupé de l'écriture des chansons. Il poursuit ses tournées en tant que chef d'orchestre dans les années 1950 et travaille en indépendant en Californie dans les années 1960. Il a collaboré avec Mike Porter au Canada en 1964. Plus tard dans sa vie, il joue moins et se concentre sur les aspects commerciaux de la musique, travaillant pour des syndicats de musiciens dans les années 1970. Il a toutefois effectué une tournée en Europe en 1978 et continue à jouer dans les années 1980. Il décède à Los Angeles à l'âge de 76 ans.

## Discographie

### Participations
- 1956 : Singin' the Blues (Crown ; avec B. B. King)